# Fahrtätigkeit
Als Fahrtätigkeit wird von der deutschen Finanzverwaltung eine berufliche Tätigkeit von Arbeitnehmern bezeichnet, die ihre regelmäßige Arbeitsstätte in einem Fahrzeug haben.

## Steuerrecht
Aufgrund der Fahrtätigkeit können Reisekosten als Werbungskosten steuerlich geltend gemacht werden oder vom Arbeitgeber steuerfrei ersetzt werden. Als Werbungskosten kommt insbesondere der Verpflegungsmehraufwand in Betracht. Diese sind in der Anlage N zur Einkommensteuererklärung separat auszuweisen und gegen die Einsatzwechseltätigkeit abzugrenzen.
Mit der Neufassung der Lohnsteuer-Richtlinie 2008 entfällt die Unterscheidung zwischen Dienstreise, Einsatzwechseltätigkeit und Fahrtätigkeit. Die unterschiedlichen Begriffe werden unter der Bezeichnung beruflich veranlasste Auswärtstätigkeit zusammengefasst und vereinheitlicht.

## Beispiele für Fahrtätigkeit
- Berufskraftfahrer und Beifahrer
- Betonfahrer
- Kiesfahrer
- Müllfahrzeugführer
- Linienbuslenker
- Straßenbahnführer
- Lokführer und Zugbegleiter
- Taxifahrer
- Binnenschiffer

## Keine Fahrtätigkeit
- Verkaufsfahrer
- Kundendienstmonteure
- Zusteller
- Polizisten im Streifendienst
- Zollbeamte in der Grenzaufsicht
- Seeleute und Binnenschiffer
- Fahrlehrer